# Tony Washington
Tony Washington (Detroit, 21 dicembre 1993) è un cestista statunitense.